# Amanita echinocephala
Amanita cefalopada o amanita de sombrero erizado es un hongo basidiomiceto de la familia Amanitaceae, que habita en regiones templadas y cálidas. Es una especie muy poco frecuente que muestra preferencia por los bosques de hayas y suelos calizos. Su comestibilidad es desconocida, pero, dada su rareza, las guías especializadas no recomiendan su recolección. El epíteto específico "echinocephala" significa "cabeza erizada".

## Morfología
Su cuerpo fructífero posee un sombrero de entre 7 y 20 centímetros de diámetro, globuloso en fases tempranas y finalmente hemisférico, y está cubierto de excrecencias muy características, más concentradas cuanto más cerca del centro. En los ejemplares jóvenes pueden encontrarse restos del velo en los márgenes del sombrerillo. Conforme envejece, la seta toma un color más grisáceo o amarillento con brillo verdoso. Sus láminas son libres, apretadas y finas, de color variable entre el turquesa pálido o verde azulado hasta el gris o verde amarillento. Posee anillo colgante, blanco, lobulado, estriado y membranoso. El pie es cilíndrico y mide entre 16 y 20 centímetros de largo, con volva cónica, gruesa y cubierta de excrecencias de superficie blanquecina. La carne es de color claro, con tonalidades parecidas a las de las laminillas.

## Posibilidades de confusión
Es muy difícil confundirla con otras especies. Las setas más parecidas, como las de los hongos Amanita codinae y Anamita vitadini, dos especies que tampoco son comestibles, son también muy poco frecuentes.